# パンロン会議

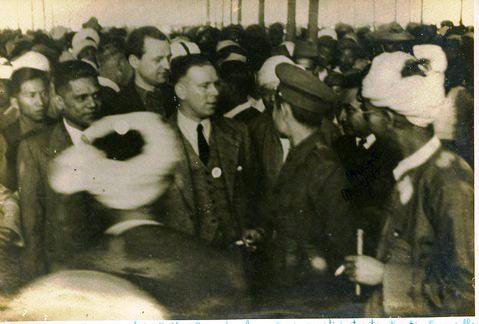
第二次パンロン会議の写真。握手するのはアウンサンと当時のイギリス自治領次官 であったアーサー・ボトムリー。

パンロン会議（パンロンかいぎ、英語: Panglong Conference、ビルマ語: ပင်လုံညီလာခံ）は、イギリスからの独立を目前とするビルマ連邦（現：ミャンマー）で開催された、いわゆる「辺境地域」の少数民族の処遇をめぐる会議である。シャン州パンロンで、1946年と1947年の2回にわたり開催された。
イギリス植民地時代のビルマでは、ビルマ人が居住する平野部である「管区ビルマ」と、少数民族が居住する山岳部である「辺境地帯」が分割されており、両地域の交流は制限されていた。このため、20世紀以降盛んになるナショナリズム運動も、辺境地域にはほとんど波及しなかった。しかし、第二次世界大戦後、ビルマの独立が現実的になってくると、新政府と少数民族の有力者の間での協議がおこなわれるようになった。
反ファシスト人民自由連盟（英語: Anti-Fascist People's Freedom League、AFPFL）のリーダーであり、ビルマ独立運動の指導者であるアウン・サンは、シャン人・カチン人・チン人ら辺境地域の少数民族代表と協議をおこなった。1947年2月12日にはパンロン協定（英語: Panglong Agreement）が締結された。この協定により、少数民族の居住地域を含む全ビルマが連邦国家として独立すること、ビルマ政府は少数民族の自治権を認めることが成文化された。また、少数民族の居住する州については、独立後10年以降の連邦からの離脱権が認められた。
しかし、アウン・サンが同年7月に暗殺されたこともあり、1948年に独立したビルマ連邦の憲法には、パンロン協定の内容は完全には反映されなかった。独立から10年が経過した1960年、シャン人の指導者から憲法の連邦制度を改組しようとする提議がなされ、憲法改正に向けた協議がおこなわれたものの、この結論が出る前に、ビルマ連邦政府は軍部のクーデターにより打倒された。軍事政権は少数民族自治州の自治権・離脱権を停止したが、これを期に1970年代までに、主要な少数民族のほとんどが反政府勢力として蜂起した。
パンロン協定が調印された2月12日は、「連邦記念日（英語: Union Day）」として、ミャンマーの祝日となっている。

## 背景

### ミャンマーの民族景観とイギリスの植民地政策

ミャンマーの民族言語地図（1972年）。橙色部がビルマ人の居住地域。

ビルマ（ミャンマー）は、カチン人・カレンニー人・カレン人・チン人・ビルマ人・モン人・ラカイン人・シャン人の主要8民族を筆頭とする、135の民族サブグループから構成される多民族国家である。先植民地期において、ビルマにおける民族間の差異は宗教的な結びつきや、パトロン・クライアント関係などにより、比較的弱い意味しか持たなかった。19世紀の反乱の宣言文などを見ると、当時のビルマの民衆は「王の臣民」「仏教の徒」または「○○地方の人」といった自称をもちいており、特定の民族アイデンティティをもつことはなかったという。
1885年11月、ビルマを支配していたコンバウン朝は第三次英緬戦争に敗れ滅亡し、同地域はイギリス領インド帝国ビルマ州として大英帝国の版図に置かれることとなった。イギリス政府は植民地統治の枠組みとして、国勢調査のもと、ビルマの民族の文化の違い、境界線、居住区を明確にした。植民地政府はビルマ人が住む平野部を管区ビルマ（英語: Ministerial Burma）、少数民族が多く住む山岳部を辺境地域（英語: Frontier Areas）として分離した。
前者の管区ビルマにおいては、インド総督の任命するビルマ州知事が直接統治をおこない、首都ラングーンに置かれた植民地政庁を中心に、管区から村落までがトップダウン式に管理される官僚的支配が貫かれた。これにともない、王朝時代の政体は一切が廃止された。一方で、後者の辺境地域、すなわち東部のカレンニー人、東北部のシャン人、北部のカチン人、北西部のチン人をはじめとする少数民族が住む、丘陵・山岳地帯は、間接統治の対象となった。シャン・カレンニー地域ではツァオパー（saohpa）ないしソーブワー（sawbwa）とよばれる在地首長の権威が認められたほか、カチン・チン・ナガといったその他の少数民族の住む地域でも首長の地位が温存された。辺境地域には厳しい移動制限がくわえられ、両地域の意思疎通はほとんど不可能であった。独立前年の1947年まで続いたこの政策は、独立国家としてのビルマの国民統合に悪い影響を与えた。

### ビルマ・ナショナリズムの勃興と辺境地域の動向

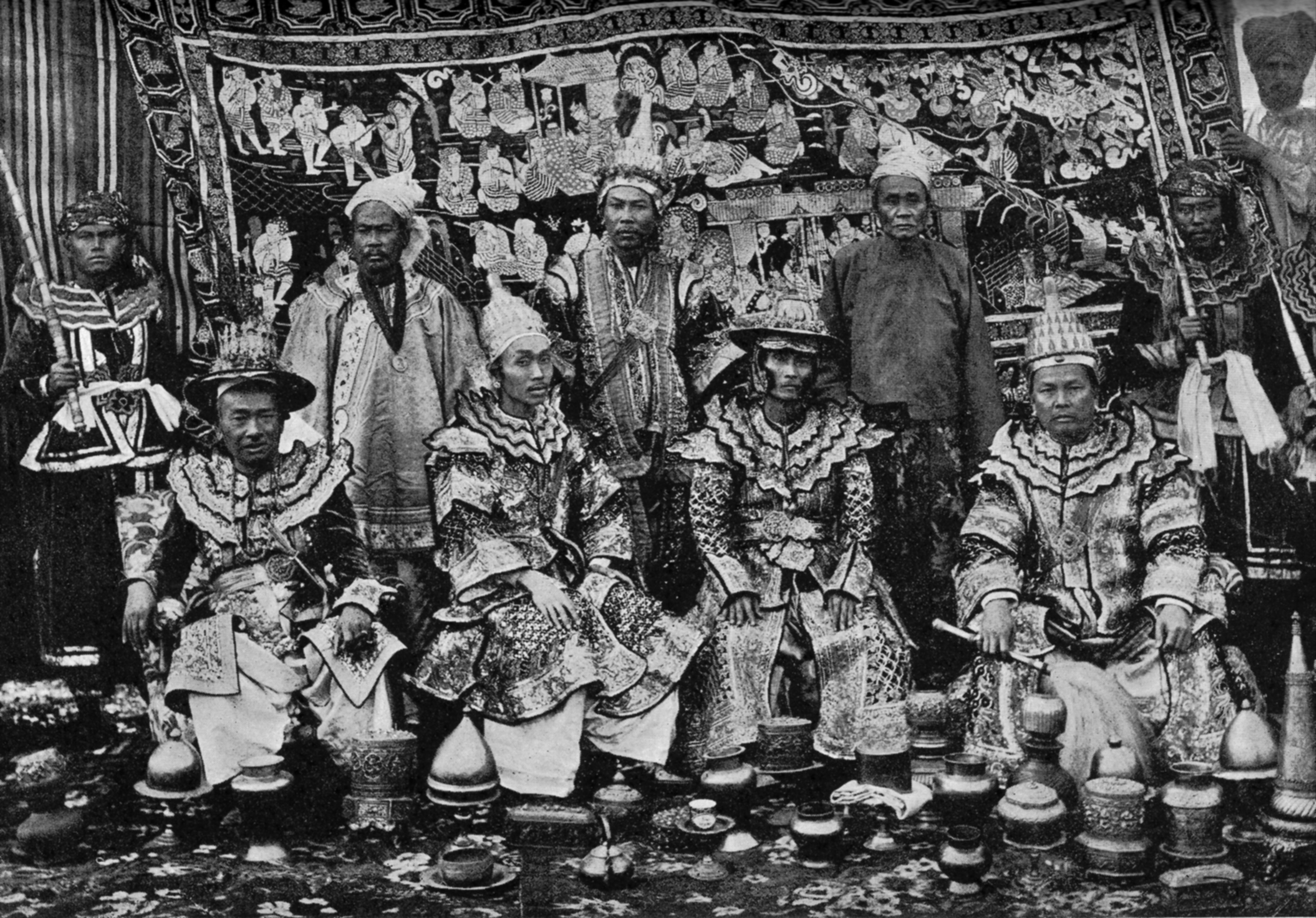
シャン（前）およびカレンニー（後）のツァオパー。1903年にデリー宮殿で撮影。

20世紀に入り、イギリスによるビルマ支配が安定を示すようになると、「ビルマ人の国民国家」を目指すビルマ・ナショナリズムが台頭するようになる。1906年に設立された仏教青年会（英語: Young Men's Buddhist Association、YMBA）は、第一次世界大戦期の民族自決運動の影響を受け、ビルマのイギリス領インド帝国からの分離と自治領化を主張した。1920年にはYMBAから政治団体のビルマ人団体総評議会（英語: General Council of Burmese Associations、GCBA）が独立し、自治権獲得を目的とする、政治的手段による積極的なナショナリズム運動を展開した。
1923年1月、イギリス政府はビルマに両頭制（英語: Dyarchy）を適用し、ビルマ人に植民地議会の議席が割り振られた。この制度の受け入れを巡り、GCBAは紛糾する。しかし、1935年にイギリスがビルマ統治法を導入し、ビルマのインドからの分離およびビルマ人の権限拡大が達成されて以降は、議会に積極的に参加し、そのなかで権利の拡張をもとめる方針が確立されることとなる。1937年にはGCBA系の政治家であり、貧民党を率いたバー・モウが初代ビルマ植民地政府首相に選ばれた。
一方で、こうした政治改革の影響が、直接的に辺境地域に及ぶことはなかった。両頭制が導入される3ヶ月前にあたる1922年、シャン人の居住域はシャン連合州に改組され、イギリスの植民地総督とツァオパーからなる評議会が設置された。しかし、ツァオパーらは州政府において助言的な役割しかもつことができず、その権限は以前と比較して大きく制限された。1930年代初頭、シャンの有力者はロンドンで開催された円卓会議に参加し、シャン諸国の存在感を主張したものの、目立った成果を生み出すことはなかった。とはいえ、概してシャン州においては同時期管区ビルマのような、民族主義運動の影響は及ばなかった。

### タキン党の台頭と日本軍の侵攻

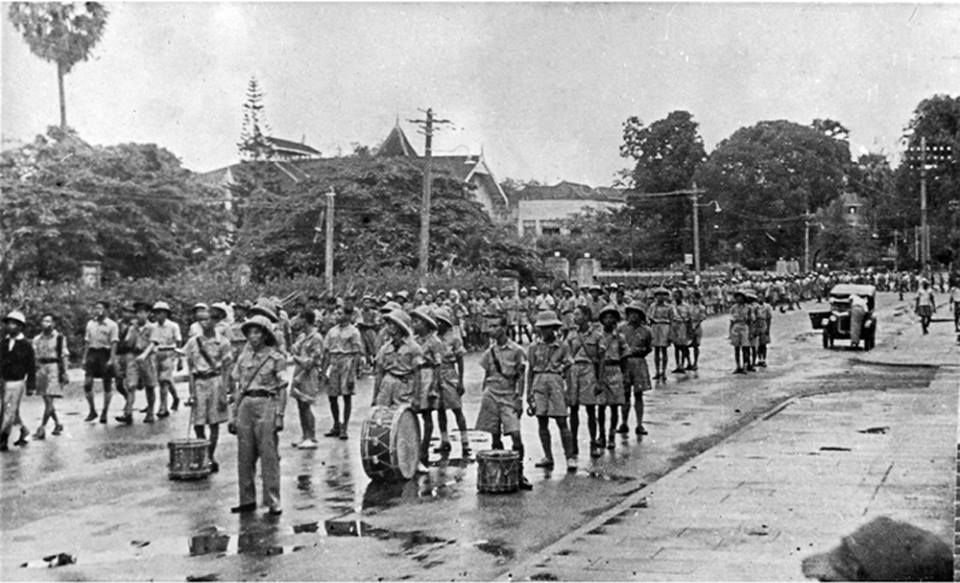
ラングーンに入城するビルマ独立義勇軍（1942年）

GCBAの方針を「対英協力的である」として批判したのが、1930年代ごろに成立した結社勢力である「タキン党」こと、「我らバマー人連盟」（ビルマ語: တို့ဗမာအစည်းအရုံး）である。ビルマの主人（ビルマ語: သခင်）はビルマ人であるべきだという党是をもつこの組織は、植民地議会はイギリスの支配の道具にすぎないと批判し、植民地当局との直接対決を通じた完全独立を目指した。また、彼らは狭義のビルマ人だけでなく、辺境地域に住む少数民族を総括する概念として、本来「ビルマ」の口語にすぎなかった「バマー」の言葉を用いた。タキン党は、少数民族を反英運動に巻き込もうと考えていたものの、管区ビルマと辺境地域の交流が著しく制限されていた現状、この目標を達成することは能わなかった。同党にはのちにビルマの独立を主導するアウン・サンが参加していた。1939年、不信任決議案を経て首相の地位を失ったバー・モウはタキン党からの誘いに応じ、反英組織「自由ブロック」の議長に就任する。また、同組織の書記長はアウン・サンが務めた。しかし、ビルマ政府のウー・プ（U Pu）とビルマ総督アーチボルド・コックレインは自由ブロックを弾圧し、バー・モウを筆頭に、同組織の関係者の多くは逮捕・投獄された。
1940年、アウン・サンは海外からの支援を得るべく、中国共産党との接触のため厦門に向かうが、市内にある日本租界で日本軍憲兵に逮捕され、東京に連行される。日本軍のビルマ謀略機関である「南機関」を率いる鈴木敬司はアウン・サンを説得し、ビルマ独立義勇軍（英語: Burma Independence Army、BIA）を設立する。BIAは1942年の日本軍のビルマ侵攻に参加し、1943年にはバー・モウを首相とする「ビルマ国」が成立する。ビルマ国は表面上は「主権を有する完全なる独立国家」と規定されたものの、実際には「日本国ビルマ国間同盟条約」にもとづき著しい主権の制限を受けており、また、兵力20万を超える日本軍はそのまま「独立」ビルマに駐留しつづけた。
日本政府はシャン連合州をビルマとは別個の政体として扱い、BIAの辺境地域への立ち入りを許さなかった。この時期、シャン連合州からケントゥン州とモンパン州が、当時日本の同盟国であったタイに一時的に割譲された。一方で、バー・モウ政府はシャンのビルマとの統合を目指し、当時もっとも影響力のあった、ヤウンウェのツァオパーと頻繁に面会を行った。一方で、この時期には、対日協力組織であった東亜青年連盟を介して、ツァオパー制度を打倒すべき「封建制」として位置づける動きがはじまった。こうした急進派勢力はタキン党と接触し、シャンのビルマへの編入とツァオパーの廃止を要求した。
また、山岳部に住むカレン人はビルマに残ったイギリス人将校であるヒュー・シーグリムの指揮のもと、日本軍との戦闘をおこなったほか、マウチではカレンニー人による反乱軍が組織されていた。

### 日本軍の撤退と戦後の独立交渉
日本軍の敗色が濃厚になった1944年、バー・モウ政府の国防大臣を務め、ビルマ国民軍を率いたアウン・サンは抗日組織の反ファシスト人民自由連盟（英語: Anti-Fascist People's Freedom League、AFPFL）を組織する。1945年3月27日、ビルマ国民軍は対日蜂起をはじめ、ビルマ愛国軍（英語: Patriotic Burmese Forces、PBF）の名前でイギリス軍と共闘した。
日本の降伏後の10月、AFPFL総裁のアウン・サンは、同地に復帰したイギリス領ビルマ政府総督レジナルド・ドーマン＝スミスとの交渉を開始する。イギリス政府は『ビルマ白書』を制定し、最初の3年間は総督による直接統治をおこない、その後はビルマ統治法を復活させたのち自治領化に向けた準備を進めていくという方針を提示した。しかし、一度「独立」を経験しているAFPFLにとってこの方針は魅力的なものではなく、この白書に対して反対の立場をとった。隣接するインドで独立運動が激化していたことも影響し、当時のイギリス首相であるクレメント・アトリーはビルマに対して大幅な譲歩の姿勢をとった。
一方で、この時期のビルマでは少数民族の独立運動も盛んにおこなわれるようになっていた。1945年にはラングーンでカレン人による民族解放集会がおこなわれ、ロンドンにカレン人国家の建設をもとめる建白書が送付された。また、1946年には統一カレンニー独立国家評議会（英語: United Karenni Independent States Council）が組織された。

## 会議の開催

### 第一次パンロン会議
1946年3月、シャン州のツァオパーの主導のもと、ビルマ・カチン・チン・カレンの代表者が招聘され、第1次パンロン会議がはじめられた。ビルマ植民地政府の首相を務めたウー・ソオと、AFPFLのウー・ヌがビルマ人代表として演説をおこない、辺境地域とその人々について、彼らの完全な同意なしにはいかなる決定も下さないという白書の方針を再確認する、イギリス領ビルマ総督からのメッセージが読み上げられた。チン人代表団は、ビルマ本土への経済的依存度の高さゆえの不安について表明したほか、カチン人代表団はウー・ヌの反英的演説を「山岳民族は、ビルマ人が日本軍と協力したことにより多大な苦しみを味わったのである」と批判した。また、彼らは、ビルマ人が民族の受け継いできた権利・習慣・宗教を尊重する限り、カチンは主権領域としてビルマと緊密な関係を結ぶ用意ができていると述べた。この会議を経て、統一ビルマ文化協会（英語: United Burma Cultural Society）が組織され、ヤウンウェのツァオパーであるサオ・シュエタイッが会長に、ウー・ソオが書記に任命された。
その後、AFPFLと少数民族の関係性は、カチン人のサマ・ドゥワ・シンワ・ナウン（Sama Duwa Sinwa Nawng）や、チン人のヴァムトゥ・モウン（Vamthu Mawng）、パオ人のサオ・クン・チー（Sao Khun Kyi）などの尽力により改善されていった。1946年11月にはAFPFLの働きかけにより、サオ・シュエタイッを議長とする統一山岳民族評議会（英語: Council of the United Hills Peoples）が組織された。

### 第二次パンロン会議

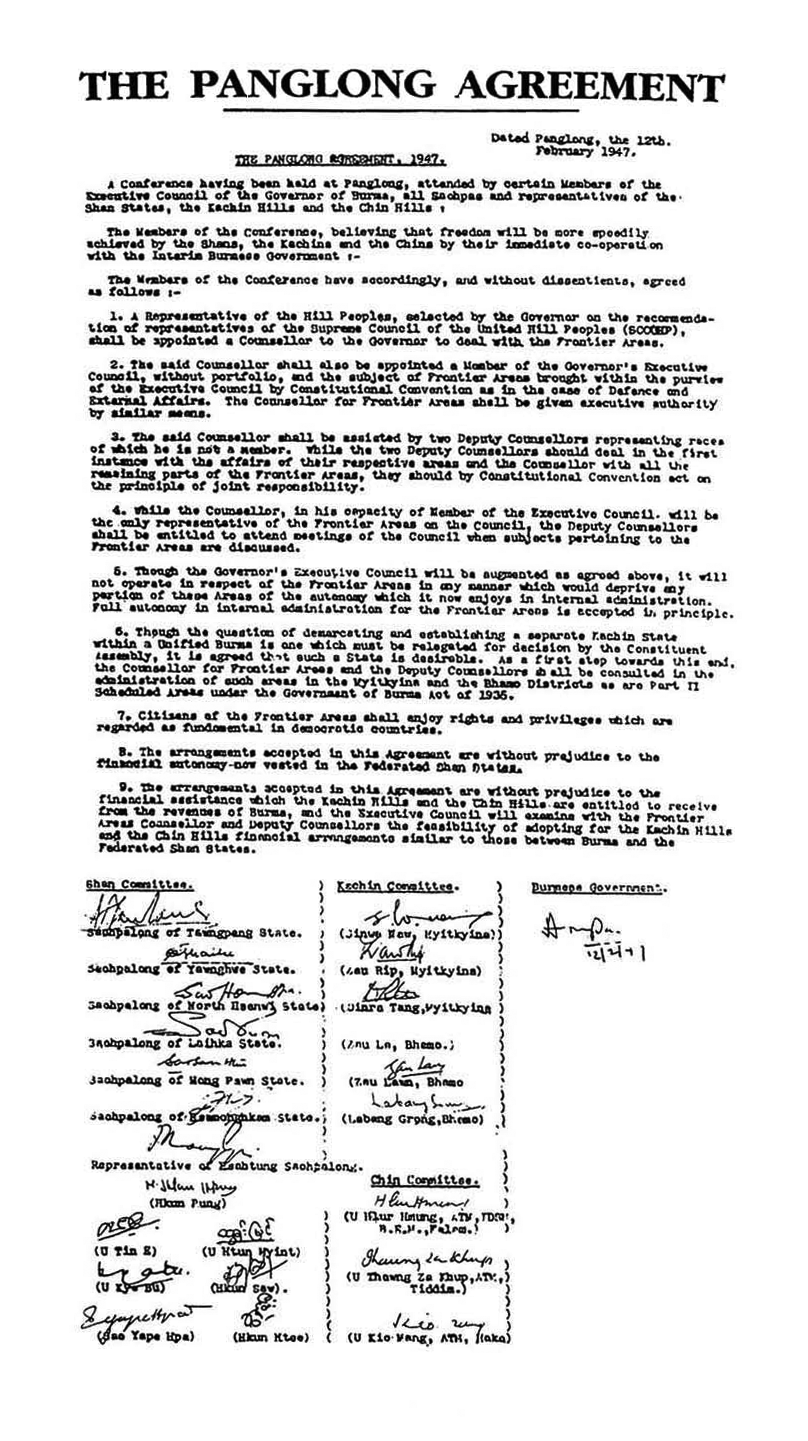
パンロン協定の署名

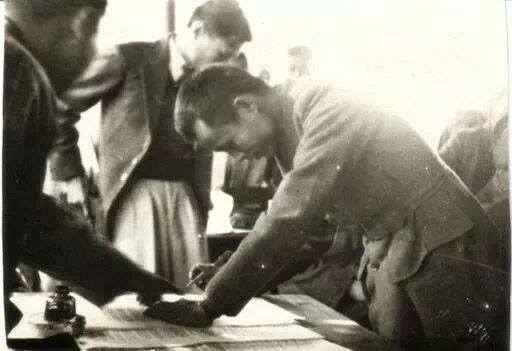
協定に署名するアウン・サン

1947年1月27日には、両者の間でアウン・サン＝アトリー協定（英語: Aung San-Attlee Agreement）が調印される。ここでは1年以内のビルマの完全独立ないし自治領化が認められた。一方で、この協議に際して、シャンとカチンの指導者は、「ミャンマー側代表団には少数民族の意向が反映されておらず、いかなる合意も無効である」とする打電をアトリーに送った。これに対して、1946年に結成されたシャン州自由連盟はミャンマー側代表団の正当性を主張し、連邦制のなかでのシャンの独立をもとめた。アウン・サン＝アトリー協定においては山岳地帯の地位については現地の意思に従うことが規定され、アウン・サンは辺境地域勢力との協定をはじめることとなった。
1947年2月におこなわれた第二次パンロン会議では、シャン・カチン・チンの23人の代表が、アウン・サンの率いるビルマ新政府に協力する意思を示した。2月12日に同会議により定められた合意のことをパンロン協定（英語: Panglong Agreement）とよぶ。この協定では、統一山岳民族評議会の代表が統治諮問委員会にくわわることとなり、辺境地域は同委員会の管轄となった。また、辺境地域の内政における完全な自治権が認められた。
一方で、この協定には2つの重大な問題があった。ひとつは、会議に参加した少数民族がシャン・カチン・チンに限られたことである。辺境地域には指定されていたものの、事実上ほとんど独立しておりイギリス政府の関与しなかったカレンニー人、人口の多くが管区ビルマに居住していたカレン人はオブザーバーとしての参加にとどまり、おなじく管区ビルマを主な居住地としていたラカイン人、モン人、辺境地域には居住していたものの人口が少なかったパオ人、ワ人などは会議に参加しなかった。もうひとつは、同会議の少数民族側参加者のほとんどはツァオパーのような伝統的支配層であったことである。このため、彼らの伝統的権力は引き続き温存されることとなった。これらの問題の延長線として、パンロン会議では少数民族の扱いに際して不平等が生じた。たとえば、独立ビルマでは当初カレン州が設置されなかった一方で、シャン州・カレンニー州には独立後10年目以降の連邦離脱権が認められた。またカチン州は2つの県を編入する代わりに連邦離脱権を放棄し、民族的分裂が激しく、経済的に貧しいチン族は州より独立性の低い地位を選択した。
新政府と少数民族の協定は、このようにして見切り発車的に進められた。ビルマ人ナショナリストが辺境地域と自由に交流できるようになったのが非常に最近のことであったこと、イギリス政府がAFPFLへの権力移譲を速やかに進めたかったことが、その背景としてあった。Lintner(1984)は、この迅速な合意形成について、「もしビルマの独立プロセスがいくらか遅かったならば、離脱権が認められていたかは疑わしいだろう」と論じている。

## その後

### ビルマ連邦の独立と破綻

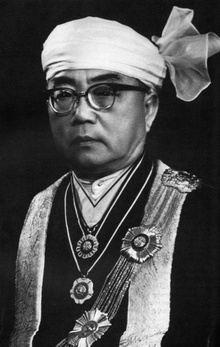
サオ・シュエタイッ（1948年）。ビルマ連邦の初代大統領であるとともに、国内少数民族であるシャン人の指導者でもあった。

協定締結から5ヶ月後の7月19日、ウー・ソオによってアウン・サンは暗殺された。ウー・ソオは死刑となったものの、彼がアウン・サンの暗殺を決意するに至った理由については今も明確にはなっていない。ビルマ連邦の憲法は、アウン・サン暗殺後の混乱の中で、9月24日に制定された。同国の「1947年憲法」はパンロン協定を尊重したものにはならなかった。シャン・カレンニーの離脱権こそ認められたものの、議席配分はビルマ民族に有利なものであり、少数民族の権利は保証されず、公用語はビルマ語のみに限定された。ビルマ本土と少数民族州は明らかに対等な地位になく、自治州にはイングランドに対するスコットランド、ウェールズの関係にたとえられるような、従属的な地位しか与えられなかった。
1948年1月4日、ビルマは、ビルマ民族州・シャン州・カヤー（カレンニー）州・カチン州の3自治州およびチン特別区から構成される、「ビルマ連邦」として独立を果たす。初代大統領にはサオ・シュエタイッ、初代首相にはウー・ヌが就任することになったが、大統領の地位は象徴的なものにとどまり、実権はウー・ヌが握った。しかし、独立後のビルマはすぐに内乱に悩まされることとなる。カレン人組織のカレン民族同盟（英語: Karen National Union、KNU）は連邦からの分離を目指したほか、1946年にAFPFLから除名されたビルマ共産党も武装闘争に突入した。こうした現状に対処するため、AFPFLはKNUや共産党勢力を排除すべく、党内の地位と引き換えに国内各地域の有力者と手を結んだ。1950年代には内乱は一応収束するものの、その後のAFPFLはまとまりのない烏合の衆のような組織へと変質していた。
このような不安定な状況下、1960年にシャン人の指導者でもあったサオ・シュエタイッは、自治州の権利を拡張すべく憲法改正をおこなうことを提案した。サオ・シュエタイッをはじめとするシャンのツァオパー層は、ビルマ連邦の政治体系は実際の連邦制とはほど遠いものであることを主張し、①ビルマ人のための「ビルマ州」の設置、②国会上院議席への各州の同数割当て、③中央政府の権限を外交や国防などに限定すること といった要求をおこなった。1962年2月、ビルマ政府は辺境地域の将来的地位について考えるセミナーを開催した。この会合にはすべての政府閣僚、国会議員、州知事および大臣が参加したものの、最終的な結論がくだされることはなかった。

### 軍政移行と民族紛争の激化

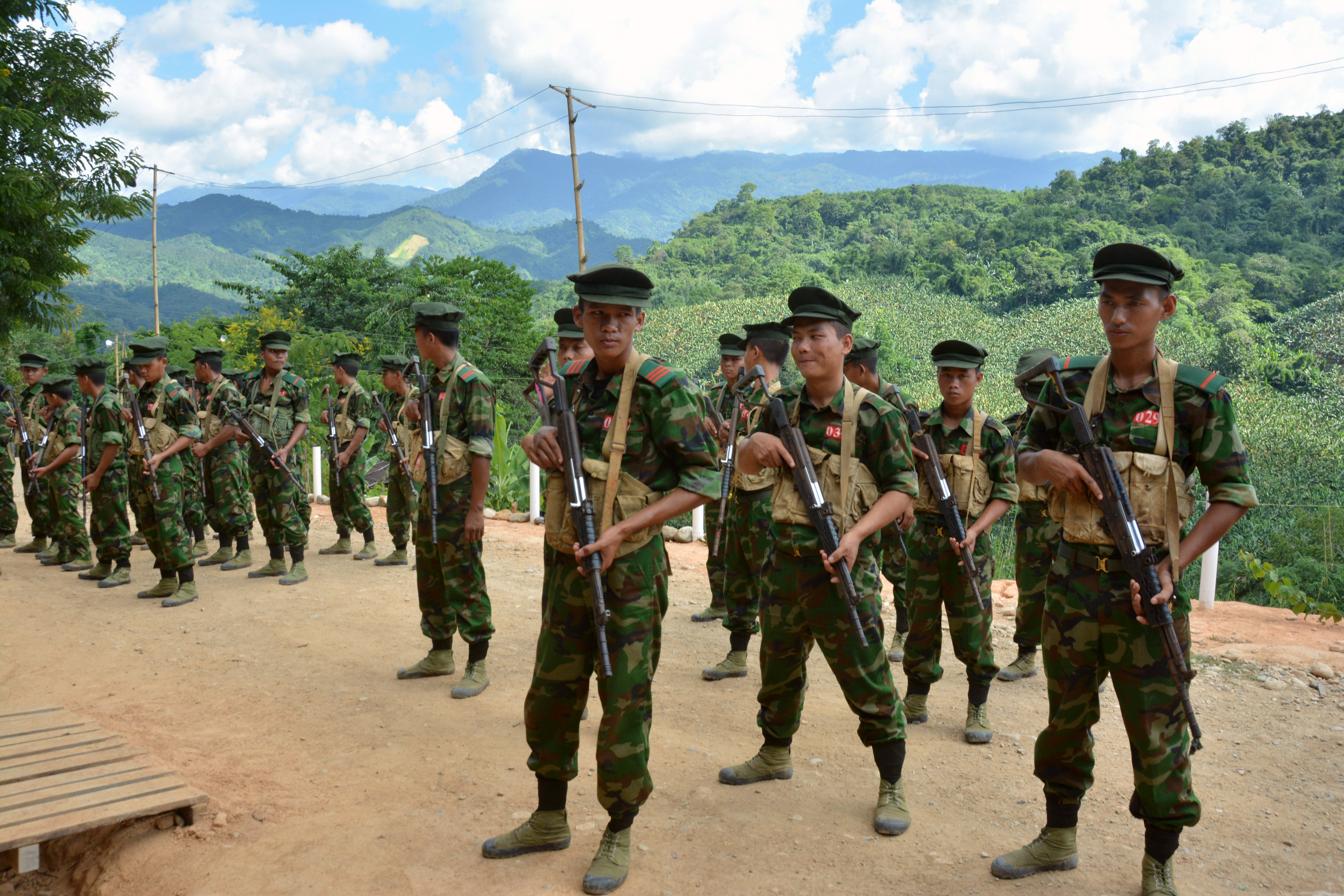
カチン独立軍（KIA）の訓練の様子（2016年）

セミナーの結論がいまだ出ない1962年3月2日、ビルマ国軍はクーデターを決行した。軍部はウー・ヌ政権が少数民族勢力の要求を呑み、分離独立を許すという最悪の結末を想定していた。前政権は打倒され、国家革命評議会議長のネ・ウィンがビルマの実権を握った。会合の参加者は全員が拘束され、サオ・シュエタイッは逮捕された。また、当時11歳だったサオ・シュエタイッの息子は軍部に射殺された。ネ・ウィン率いるビルマ社会主義計画党（英語: Burma Socialist Programme Party、BSPP）は「1947年憲法」を停止し、少数民族の自治権と離脱権を無効化した。これを期に、ビルマ全国で少数民族運動が一斉に蜂起した。
1964年にはシャン州軍（英語: Shan State Army、SSA）が結成されたほか、カチン独立軍（英語: Kachin Independence Army、KIA）など、様々な少数民族系勢力が武力闘争をはじめた。1974年までにすべての主要な少数民族が反政府組織を有するようになり、政府軍の掃討に立ち向かうため共同戦線を展開するようになった。たとえば、1976年には各地域の11の武装勢力が共闘のため、民族民主戦線（英語: National Democratic Front、NDF）を結成している。一方で、ビルマ共産党も中国国境部で反政府組織として活動し、中華人民共和国政府の支援のもとコーカン人、シャン人、ワ人などの武装勢力を組織した。このようにして、ビルマの国境地帯には少数民族武装勢力の統治する、中央政府の権威が及ばない地域が形成されていった。
このような情勢に変化が見られるのは、1980年代、中華人民共和国からビルマ共産党への、タイからビルマ国内反政府勢力への支援が弱まって以降である。1989年、ビルマ共産党は少数民族からなる軍部の反乱によって瓦解し、コーカン系のミャンマー民族民主同盟軍（英語: Myanmar Nationalities Democratic Alliance Army、MNDAA）、ワ系のワ州連合軍（英語: United Wa State Army、UWSA）、シャン系のシャン州東部民族民主同盟軍（英語: National Democratic Alliance Army、NDAA）に分裂した。これを好機と見た軍政幹部のキン・ニュンは、旧共産党系の武装組織との停戦を結ぶことに成功する。また、1990年代にはNDF系の武装組織の多くと停戦を結んだ。少数民族武装組織の多くは、パンロン協定に規定され、サオ・シュエタイッが望んだような、連邦制についての対話を根本的要求としていたが、キン・ニュンはこれには取り合わなかった。2009年、ミャンマー政府は停戦状態にある反政府武装勢力に、ミャンマー軍直下の国境警備隊（英語: Border Guard Forces、BGF）に転換するよう命じた。一部の組織が編入に応じた一方で、多くの主要組織はこれを無視した。ミャンマー政府は1990年以降の停戦協定の撤回を一方的に宣言し、一時は改善しつつあった両勢力の関係は再び悪化していった。

### 民政移管と再度のクーデター

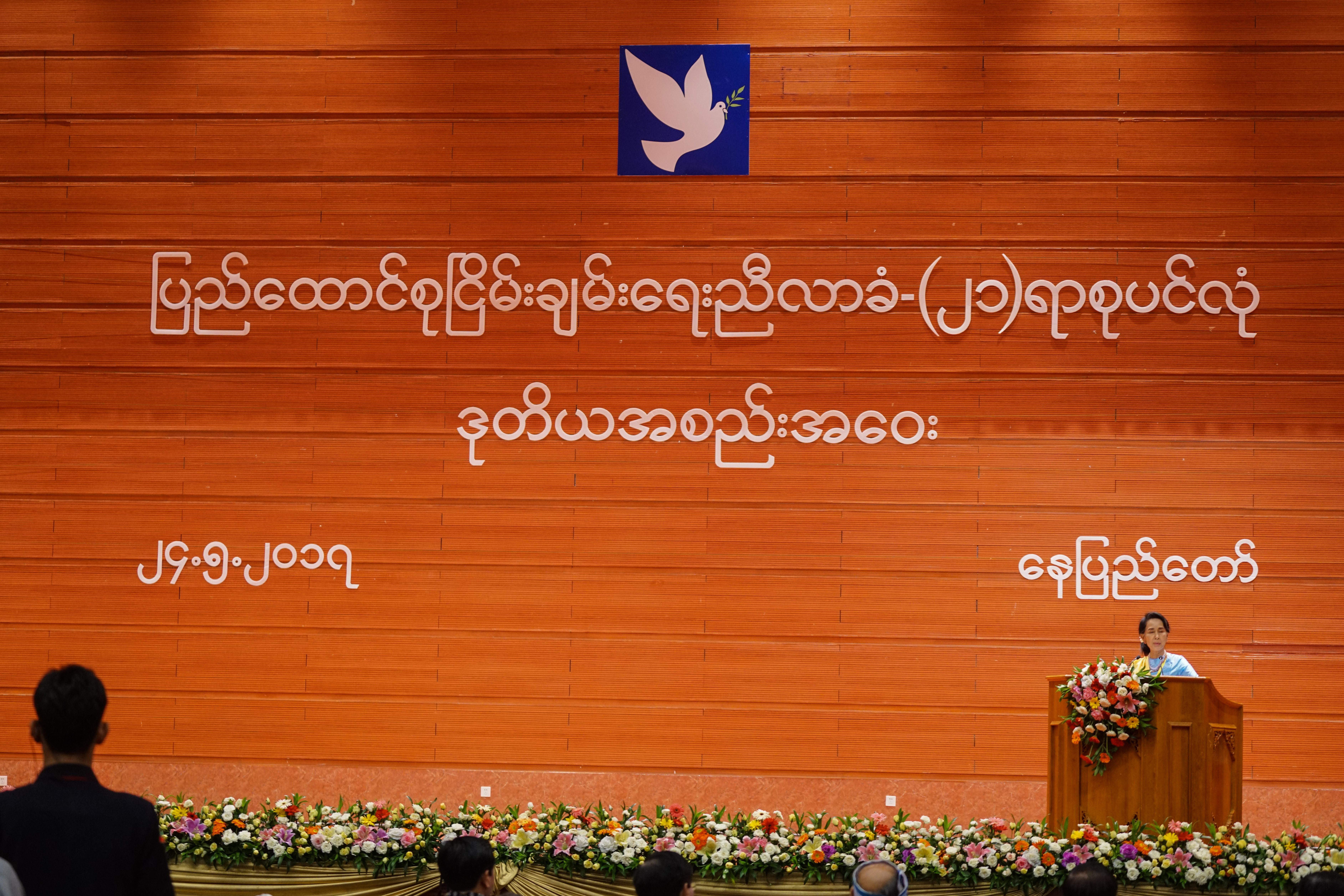
「21世紀のパンロン」会議において開会の辞を述べるアウンサン・スーチー（2016年）

2011年3月30日、ミャンマー政府は軍事政権から文民政権への民政移管をおこなった。新大統領に就任したテイン・セインは、同年8月に「和平交渉への招待」という声明を発表し、武装組織との停戦を実現した上で、少数民族勢力を連邦議会における合法的政治団体に改組することを目指した。しかし、連邦制の拡張を主な要求とする少数民族勢力は、この案を受け入れなかった。テイン・セインは政治的対話を先送りにしながらも柔軟に停戦協定を進め、2014年8月には将来的な連邦国家の樹立と、武装組織と軍が対等に統合された連邦軍の設置を約束した。2015年3月31日には、停戦時の条件や民間人の保護、停戦監視などについての文書である全国停戦協定が定まり、同年10月15日にはKNUをはじめとする8つの組織と停戦協定が結ばれた。
選挙を経て、2016年には、ティン・チョーを大統領、アウンサン・スーチーを国家顧問とする新政権が発足した。アウンサン・スーチー政権は前政権のロードマップを引き継ぐかたちで、同年8月に「連邦和平会議 - 21世紀パンロン」と称する会議を開催した。アウンサン・スーチーは、自らの父が成し遂げ、独立後のミャンマーにおいては民族統合とアウンサンの権威の象徴となっている「パンロン会議」の名前を用いることで、停戦交渉を有利に進めようとした。しかし、この交渉は停滞し、2017年以降はラカイン州においてアラカン・ロヒンギャ救世軍やアラカン軍といった組織が新調した。
2021年2月1日、軍部のクーデター（2021年ミャンマークーデター）によりアウンサン・スーチー政権は打倒される。これに対して民主派は国民統一政府（英語: National Unity Government、NUG）を組織するが、軍部は軍政に対する抵抗運動を暴力的に弾圧した。NUGは軍事部門である国民防衛隊（英語: People's Defence Force、PDF）を組織し、ミャンマー軍と戦闘をおこなっている。

## 受容

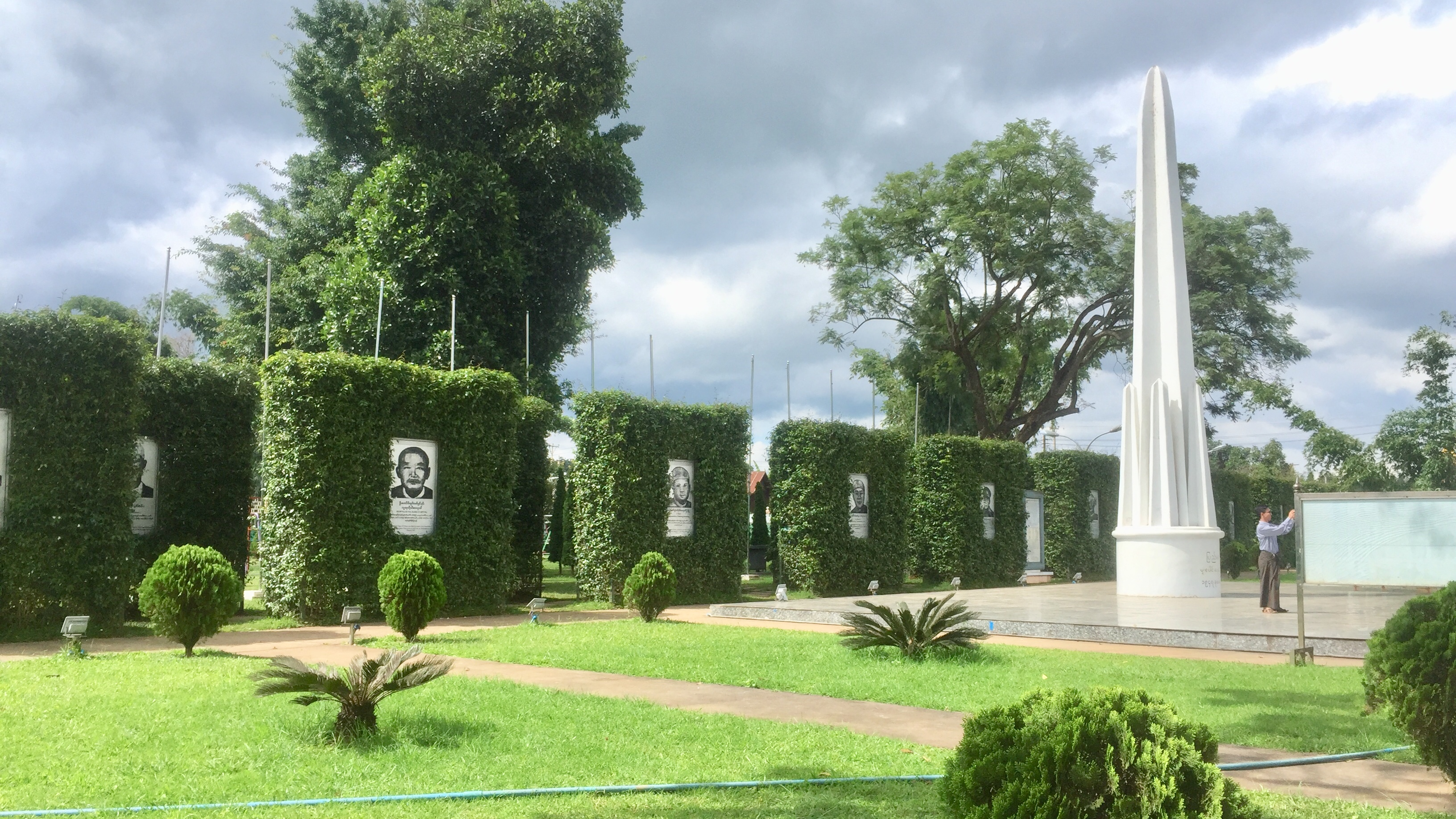
パンロン独立記念碑（2018年）

パンロン会議およびパンロン協定は、ミャンマーの多くの勢力の間で、民族統合の象徴とみなされている。しかし、その語られ方には立場ごとの違いがある。傾向として、軍事政権はパンロン協定を建国の父であるアウン・サンが民族統合を成し遂げた出来事であるとみなし、パンロン協定の精神である団結を守っているのが軍であるとする。一方で、民主化勢力は、国軍はパンロン協定で定められた連邦制の精神を破壊していると論じる。また、少数民族勢力はパンロン協定そのものについて懐疑的である一方、パンロン会議での約束を国軍が破ったという認識において民主化勢力と意見を同じくする。
ネ・ウィンの主導したBSPPは、国軍による統治体制を正統化するためにパンロン協定を利用し、「すべての民族が仲違いすることなく独立を獲得した」歴史としてパンロン会議を描写した。また、8888民主化運動を経て、BSPPに代わって政権を握った軍事政権である国家法秩序回復評議会（英語: State Law and Order Restoration Council、SLORC）は、パンロン会議を少数民族勢力が自ら統一国家の樹立に参加した歴史であると論じ、民主化運動によって損なわれた政権の正当性を回復しようとした。
また、アウンサン・スーチーは、2015年の和平会議に「21世紀のパンロン」の名前をつけたほか、2017年のパンロン協定70周年記念式典において、パンロン協定は連邦団結のための礎であったと論じた。一方で、シャン系の最大政党であるシャン諸民族民主連盟（英語: Shan Nationalities League for Democracy、SNLD）幹部であるトゥンエーは、同じ式典においてパンロン協定において、民族間の平等が保証されたことを強調した。
シャン州軍 (南)（英語: Shan State Army – South、SSA-S）の最高司令官であったヨート・スックは、2013年の会合で、今後開かれる和平交渉について「第一のパンロン協定に立ち返ることなく、第二のパンロン協定を受け入れることは難しいだろう」と論じている。